# Rock Me Amadeus

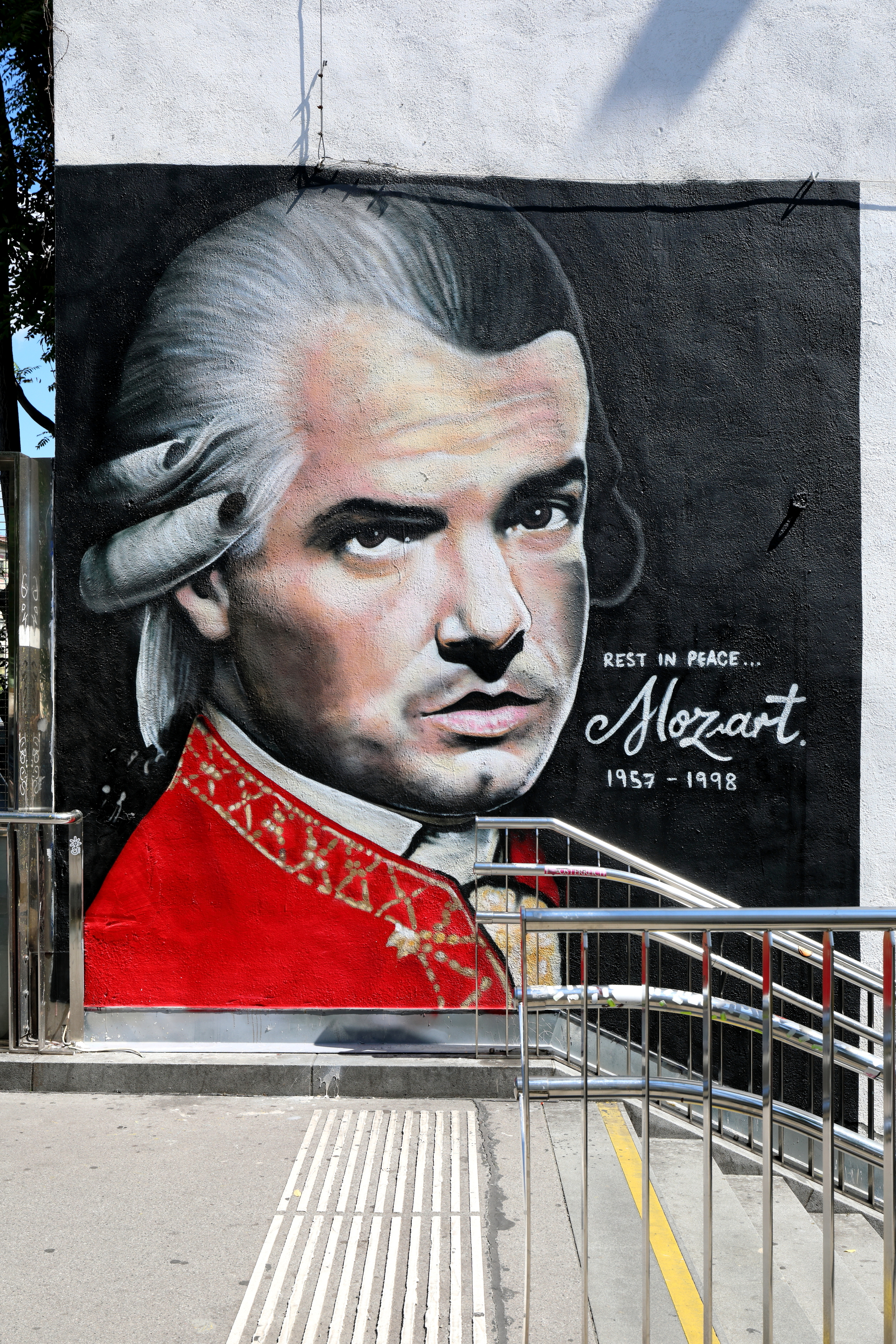
Falco avmålad som Wolfgang Amadeus Mozart.

Rock Me Amadeus, hitlåt med Falco från albumet Falco 3 (1985). Kom på singel 1985 och toppade flera singellistor på båda sidorna av Atlanten. Låten är den enda amerikanska Billboardettan med tysk text.

## Musikvideo
- En video med Wolfgang Amadeus Mozart-tema gjordes.

## Listplacering
| Lista (1985-1986) | Topplacering |
| ----------------- | ------------ |
| Australien        | 15           |
| Finland           | 10           |
| Irland            | 1            |
| Kanada            | 1            |
| Nederländerna     | 46           |
| Norge             | 6            |
| Nya Zeeland       | 1            |
| Schweiz           | 1            |
| Spanien           | 1            |
| Storbritannien    | 1            |
| Sverige           | 1            |
| USA               | 1            |
| Västtyskland      | 1            |
| Österrike         | 1            |

### Fotnoter
1. ↑  Kent, David (1993). Australian Chart Book 1970–1992 (1:a uppl.). ISBN 0-646-11917-6
2. ↑  ”Listplacering”. http://suomenlistalevyt.blogspot.com/2015/08/f-fir.html. Läst 1 juni 2022.
3. ↑  ”Listplacering”. http://irishcharts.ie/search/placement?page=1&search_type=title&placement=Rock+Me+Amadeus. Läst 1 juni 2022.
4. ↑  ”Listplacering”. https://www.bac-lac.gc.ca/eng/discover/films-videos-sound-recordings/rpm/Pages/image.aspx?Image=nlc008388.0628&URLjpg=http%3a%2f%2fwww.collectionscanada.gc.ca%2fobj%2f028020%2ff4%2fnlc008388.0628.gif&Ecopy=nlc008388.0628. Läst 1 juni 2022.
5. ↑  ”Listplacering”. http://dutchcharts.nl/showitem.asp?interpret=Falco&titel=Rock+Me+Amadeus&cat=s. Läst 24 maj 2011.
6. ↑  ”Listplacering”. http://norwegiancharts.com/showitem.asp?interpret=Falco&titel=Rock+Me+Amadeus&cat=s. Läst 24 maj 2011.
7. ↑  ”Listplacering”. Arkiverad från originalet den 11 mars 2012. https://www.webcitation.org/665cn09QQ?url=http://charts.org.nz/search.asp?todo=notfound. Läst 24 maj 2011.
8. 1 2  ”Listplacering”. http://austriancharts.at/showitem.asp?interpret=Falco&titel=Rock+Me+Amadeus&cat=s. Läst 24 maj 2011.
9. ↑  Salaverri, Fernando (2005). Sólo éxitos: año a año, 1959–2002 (1:a uppl.). ISBN 978-84-8048-639-2
10. ↑  ”Falco Chart History” (på engelska). The Official UK Charts Company. https://www.officialcharts.com/artist/23164/falco/. Läst 1 juni 2022.
11. ↑  ”Listplacering”. http://swedishcharts.com/showitem.asp?interpret=Falco&titel=Rock+Me+Amadeus&cat=s. Läst 24 maj 2011.
12. ↑  ”Listplacering”. https://www.billboard.com/artist/falco/. Läst 1 juni 2022.
13. ↑  ”Listplacering”. https://www.offiziellecharts.de/titel-details-1269. Läst 1 juni 2022.